# Provincies van Vietnam

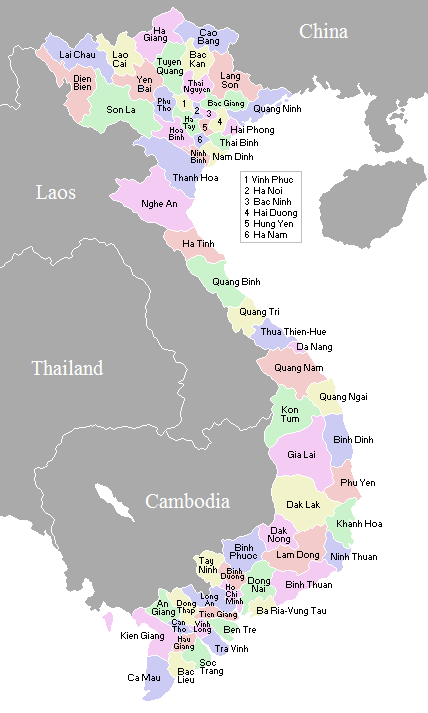
Kaart met alle bestuurlijke gebieden van Vietnam

Er zijn 57 provincies van Vietnam (Vietnamees: tỉnh). Daarnaast zijn er zes steden (Vietnamees: thành phố trực thuộc trung ương) die gelijke bevoegdheden hebben als provincies en derhalve als provincie kunnen worden beschouwd.

## Provinciale regering
Vietnamese provincies worden, in beginsel, gecontroleerd door een volksraad die wordt gekozen door de bewoners van de provincie die op dat moment achttien jaar of ouder zijn. De volksraad wijst een Volkscomité aan die de Uitvoerende macht van de provincie vormt. Dit is een versimpelde vorm van de werkwijze van de Vietnamese nationale overheid, waaronder de provinciale regeringen vallen.

### Volksraad
Iedere Volksraad heeft een actief comité met een voorzitter en vicevoorzitter. Dit comité wordt gekozen onder de leden van de Volksraad. Het comité heeft een aantal functies, waaronder het vertegenwoordigen van de raad. Er zijn ook een aantal andere comités vastgesteld om zich met specifieke zaken bezig te houden. Zo hebben alle provincies een economisch en budgettair comité, een sociaal en cultureel comité en een rechtscomité. Afhankelijk van de provincie kunnen er ook andere comités worden ingesteld, bijvoorbeeld voor etnische minderheden.
Inwoners van de provincie kunnen zich verkiesbaar stellen voor de volksraad vanaf de 21-jarige leeftijd. Om kandidaat te worden, kan men zich kandidaat stellen, het is echter ook mogelijk om gekozen te worden voor deelname door het Vaderland Front. Op de kandidaten die zichzelf kandidaat gesteld hebben, zal vervolgens worden gestemd op kiezersbijeenkomsten, georganiseerd door het Front. De uitslag daarvan bepaald dan of de kandidaten voldoen aan de voorgeschreven criteria. Kandidaten die niet genoeg vertrouwen krijgen tijdens die bijeenkomsten kunnen niet deelnemen aan de verkiezingen.
Het aantal kandidaten dat verkozen wordt per kiesdistrict varieert, verkiezingen kunnen echter alleen doorgang vinden als er meer kandidaten dan verkiesbare plaatsen zijn.

## Lijst van provincies
De provincie met het hoogste inwoneraantal is Ho Chi Minhstad. Dit is een van de vijf steden die provincie-rechten heeft en heeft 5 miljoen inwoners. De tweede provincie qua inwoneraantal is de provincie Thanh Hóa (meer dan 3,5 miljoen). De provincie met het laagste inwoneraantal is Lai Châu, een bergachtige provincie in het noordwesten van Vietnam.
| Naam                                                                                | Hoofdstad           | Inwoneraantal | Oppervlakte |
| ----------------------------------------------------------------------------------- | ------------------- | ------------- | ----------- |
| Noord-Vietnam (Bac Việt Nam)                                                        |                     |               |             |
| De groot Ha Noi-Red Rivier Delta (Hà Nội Kinh-Dong Bang Song Hong)                  |                     |               |             |
| Bắc Ninh                                                                            | Bắc Ninh            | 957.700       | 804 km²     |
| Hà Nam                                                                              | Phủ Lý              | 800.400       | 849 km²     |
| Hải Dương                                                                           | Hải Dương           | 1.670.800     | 1.648 km²   |
| Hưng Yên                                                                            | Hưng Yên            | 1.091.000     | 928 km²     |
| Nam Định                                                                            | Nam Định            | 1.916.400     | 1.637 km²   |
| Ninh Bình                                                                           | Ninh Bình           | 891.800       | 1.382 km²   |
| Thái Bình                                                                           | Thái Bình           | 1.814.700     | 1.542 km²   |
| Vĩnh Phúc                                                                           | Vĩnh Yên            | 1.115.700     | 1.371 km²   |
| Hanoi (Stad)                                                                        | Hanoi (Stad)        | 2.154.900     | 921 km²     |
| Hải Phòng (Stad)                                                                    | Hải Phòng (Stad)    | 1.711.100     | 1.503 km²   |
| Noordelijke centrale Vietnamese Kust (Bắc Trung Bộ Việt Nam)                        |                     |               |             |
| Hà Tĩnh                                                                             | Hà Tĩnh             | 1.284.900     | 6.056 km²   |
| Nghệ An                                                                             | Vinh                | 2.913.600     | 16.487 km²  |
| Quảng Bình                                                                          | Đồng Hới            | 812.600       | 8.025 km²   |
| Quảng Trị                                                                           | Đông Hà             | 588.600       | 4.746 km²   |
| Thanh Hóa                                                                           | Thanh Hóa           | 3.509.600     | 11.106 km²  |
| Huế (Stad)                                                                          | Huế (Stad)          | 1.078.900     | 5.009 km²   |
| Noord Oost Vietnam (Dong Bac Việt Nam)                                              |                     |               |             |
| Bắc Giang                                                                           | Bắc Giang           | 1.522.000     | 3.822 km²   |
| Bắc Kạn                                                                             | Bắc Kạn             | 283.000       | 4.795 km²   |
| Cao Bằng                                                                            | Cao Bằng            | 501.800       | 6.691 km²   |
| Hà Giang                                                                            | Hà Giang            | 625.700       | 7.884 km²   |
| Lạng Sơn                                                                            | Lạng Sơn            | 715.300       | 8.305 km²   |
| Lào Cai                                                                             | Lào Cai             | 616.500       | 8.057 km²   |
| Phú Thọ                                                                             | Việt Trì            | 1.288.400     | 3.519 km²   |
| Quảng Ninh                                                                          | Hạ Long             | 1.029.900     | 5.899 km²   |
| Thái Nguyên                                                                         | Thái Nguyên         | 1.046.000     | 3.563 km²   |
| Tuyên Quang                                                                         | Tuyên Quang         | 692.500       | 5.868 km²   |
| Yên Bái                                                                             | Yên Bái             | 699.900       | 6.883 km²   |
| Noord West Vietnam (Tây Bắc Việt Nam)                                               |                     |               |             |
| Điện Biên                                                                           | Điện Biên Phủ       | 440.300       | 8.544 km²   |
| Hòa Bình                                                                            | Hòa Bình            | 774.100       | 4.663 km²   |
| Lai Châu                                                                            | Lai Châu            | 227.600       | 7.365 km²   |
| Sơn La                                                                              | Sơn La              | 922.200       | 14.055 km²  |
| Zuid-Vietnam (Nam Bo Việt Nam)                                                      |                     |               |             |
| Centrale Hooglanden (Tây Nguyên)                                                    |                     |               |             |
| Đắk Lắk                                                                             | Buôn Ma Thuột       | 1.667.000     | 13.062 km²  |
| Đắk Nông                                                                            | Gia Nghĩa           | 363.000       | 6.514 km²   |
| Gia Lai                                                                             | Pleiku              | 1.048.000     | 15.496 km²  |
| Kon Tum                                                                             | Kon Tum             | 330.700       | 9.615 km²   |
| Lâm Đồng                                                                            | Đà Lạt              | 1.049.900     | 9.765 km²   |
| Zuidelijke Centrale Vietnamese Kust (Nam Trung Bộ Việt Nam)                         |                     |               |             |
| Bình Định                                                                           | Quy Nhơn            | 1.481.000     | 6.076 km²   |
| Khánh Hòa                                                                           | Nha Trang           | 1.066.300     | 5.197 km²   |
| Phú Yên                                                                             | Tuy Hòa             | 811.400       | 5.045 km²   |
| Quảng Nam                                                                           | Tam Kỳ              | 1.402.700     | 10.408 km²  |
| Quảng Ngãi                                                                          | Quảng Ngãi          | 1.206.400     | 5.135 km²   |
| Đà Nẵng (Stad)                                                                      | Đà Nẵng (Stad)      | 715.000       | 1.256 km²   |
| Zuid Oost Vietnam (Dong Nam Bo Việt Nam)                                            |                     |               |             |
| Bà Rịa-Vũng Tàu                                                                     | Vũng Tàu            | 839.000       | 1.975 km²   |
| Bình Dương                                                                          | Thủ Dầu Một         | 768.100       | 2.696 km²   |
| Bình Phước                                                                          | Đồng Xoài           | 708.100       | 6.856 km²   |
| Bình Thuận                                                                          | Phan Thiết          | 1.079.700     | 7.828 km²   |
| Đồng Nai                                                                            | Biên Hòa            | 2.067.200     | 5.895 km²   |
| Ninh Thuận                                                                          | Phan Rang-Tháp Chàm | 531.700       | 3.360 km²   |
| Tây Ninh                                                                            | Tây Ninh            | 989.800       | 4.028 km²   |
| Ho Chi Minhstad                                                                     | Ho Chi Minhstad     | 5.378.100     | 2.095 km²   |
| Zuid Oost Vietnam-Mekong Rivier Delta (Tây Nam Bo Việt Nam-Đồng Bằng Sông Cửu Long) |                     |               |             |
| An Giang                                                                            | Long Xuyên          | 2.099.400     | 3.406 km²   |
| Bạc Liêu                                                                            | Bạc Liêu            | 756.800       | 2.521 km²   |
| Bến Tre                                                                             | Bến Tre             | 1.308.200     | 2.287 km²   |
| Cà Mau                                                                              | Cà Mau              | 1.158.000     | 5.192 km²   |
| Đồng Tháp                                                                           | Cao Lãnh            | 1.592.600     | 3.238 km²   |
| Hậu Giang                                                                           | Vị Thanh            | 766.000       | 1.608 km²   |
| Kiên Giang                                                                          | Rạch Giá            | 1.542.800     | 6.269 km²   |
| Long An                                                                             | Tân An              | 1.384.000     | 4.492 km²   |
| Sóc Trăng                                                                           | Sóc Trăng           | 1.213.400     | 3.223 km²   |
| Tiền Giang                                                                          | Mỹ Tho              | 1.635.700     | 2.367 km²   |
| Trà Vinh                                                                            | Trà Vinh            | 989.000       | 2.226 km²   |
| Vĩnh Long                                                                           | Vĩnh Long           | 1.023.400     | 1.475 km²   |
| Cần Thơ (Stad)                                                                      | Cần Thơ (Stad)      | 1.112.000     | 1.390 km²   |